# 818 Kapteynia
Kapteynia (asteroide 818) é um asteroide da cintura principal com um diâmetro de 49,45 quilómetros, a 2,8562955 UA. Possui uma excentricidade de 0,0979214 e um período orbital de 2 057,92 dias (5,64 anos).
Kapteynia tem uma velocidade orbital média de 16,73837853 km/s e uma inclinação de 15,68005º.
Esse asteroide foi descoberto em 21 de Fevereiro de 1916 por Max Wolf.